# Wesley Sulzberger
Wesley Sulzberger (Beaconsfield, Tasmània, 20 d'octubre de 1986) és un ciclista australià, professional des del 2006 fins al 2016.
El seu germà Bernard també és ciclista professional.
En el seu palmarès destaca la victòria al Gran Premi de Plumelec-Morbihan de 2010.

## Palmarès
- 2006
  - Vencedor d'una etapa del Tour de Hokkaido
- 2007
  -  Campió d'Austràlia en ruta sub-23
  -  Medalla de plata al Campionat del món de ciclisme en ruta sub-23
- 2008
  - 1r al Gran Premi de Poggiana
  - Vencedor d'una etapa del Giro de les Regions
  - Vencedor d'una etapa del Tour del Japó
- 2009
  - Vencedor d'una etapa de la París-Corrèze
- 2010
  - 1r al Gran Premi de Plumelec-Morbihan
- 2014
  - Vencedor d'una etapa de l'Adelaide Tour
  - Vencedor d'una etapa del Tour de Tasmània
- 2016
  - Vencedor d'una etapa del Tour de les Filipines

### Resultats al Tour de França
- 2010. 152è de la classificació general

### Resultats a la Volta a Espanya
- 2009. 117è de la classificació general
- 2012. 145è de la classificació general
- 2013. No surt (5a etapa)